# Juan Maldonado (humanista)
Juan Maldonado (Bonilla, Cuenca, 1485-1554) fue un humanista español del Renacimiento, uno de los principales introductores de las ideas de Erasmo de Róterdam en España, con quien Maldonado trabó amistad y correspondencia.
Estudió Artes y Derecho en Salamanca, donde fue discípulo de Lucio Flaminio Sículo y de Antonio de Nebrija. También aprendió de Christophe de Longueil, con quien asimismo tuvo una relación de amistad. Más tarde se trasladó a Burgos, fue ordenado sacerdote y fue administrador y capellán de esta diócesis hasta su muerte. Allí entró en contacto con el erasmismo a través de la literatura que aportaba Diego del Castillo, pues, como relata el propio Juan Maldonado, hacia 1526 circulaban en Burgos Coloquios erasmistas en español y, pocos años después, se generalizó en España la influencia de Erasmo.
Fue protegido por Diego Osorio. Hacia 1532 es nombrado preceptor de Mencía de Mendoza, noble por la que sintió un gran afecto y que compartía con Maldonado la afición por el humanismo y las ideas erasmistas, hasta el punto de ser esta dama mecenas de Luis Vives. Desde 1534 fue profesor de Humanidades en Burgos.

## Obra
En sus obras, escritas siempre en latín, intentó hacer compatible la práctica eclesiástica católica con el humanismo erasmista.
Su destreza como latinista se advierte en la comedia humanística plautina Comoedia Hispaniola o La Española, compuesta en 1520 en el castillo de Osorio; además de la comedia romana, también tiene ecos de La Celestina, de la comedia humanística y del teatro popular de su época. Fue puesta en escena para Leonor de Austria, cuando era reina de Portugal, en Burgos en 1523 o 1524. En los diálogos de esta obra teatral utilizó con acierto registros coloquiales en el lenguaje utilizado por los personajes. Fue impresa con sus propias anotaciones didácticas. En ella critica las citas amorosas en las iglesias, las ceremonias ostentosas, la hipocresía de los monjes y la lujuria de los nobles, además de la insensatez de la protagonista al entregarse a su amado antes de la boda.
El Pastor bonus (El buen pastor, c. 1529) contiene una aguda crítica del propósito de lucro y la búsqueda de placeres mundanos de los eclesiásticos, aspectos que —según muestra esta obra— prevalecían sobre lo que debiera ser la principal preocupación del buen pastor o sacerdote, el cuidado de su grey.
En su Paraenesis ad politiores litteras adversus grammaticorum vulgum (Exhortación a las buenas letras contra la turba de los gramáticos, 1529), conocido como Paraenesis ad litteras, expresa su preocupación por una buena enseñanza del latín clásico e insta a la modernización del estudio de esta lengua, pues consideraba la filología como la clave necesaria para tener acceso a cualquier rama del saber humano.
Eremitae (Los eremitas) es descrito por el propio Maldonado como un «opúsculo verdaderamente muy útil para el ejercicio de la lengua latina y lleno de toda clase de enseñanza». Consta de una serie de diálogos y monólogos presididos por la presencia del tópico del beatus ille de Horacio, enmarcados entre dos importantes soliloquios: el del ermitaño protagonista Alfonso, que abre la obra, y el de Álvaro, un eremita poco avezado. Muchos de sus monólogos adoptan la forma autobiográfica. Entre otras razones, este recurso estílístico habitual en el conquense llevó a Colahan y Rodríguez (1995) a postular a Juan Maldonado como autor del Lazarillo de Tormes.
También en latín escribió una crónica acerca de los sucesos comuneros titulada De motu Hispaniae. Cabe señalar también un curioso escrito que contiene una de las primeras ficciones de un viaje a la Luna, el Somnium (1541).